# Уинтатериевые
Уинтатериевые (лат. Uintatheriidae) — семейство вымерших млекопитающих из отряда диноцерат (Dinocerata).
Уинтатериевые были самыми крупными наземными млекопитающими своего времени. Жили с раннего палеоцена по средний эоцен.
Уинтатериевые были массивно сложенными животными с толстыми ногами, широкими ступнями и очень маленьким мозгом. Наиболее характерные отличительные особенности уинтатеривых (подсемейства Uintatheriinae) — наличие множества тупых рогов, схожих с оссиконами современных жирафов, а также больших саблевидных клыков. У представителей рода гобиатериев (Gobiatherium) отсутствуют присущие другим уинтатериевым рога, из-за чего их выделяют в  подсемейство Gobiatheriinae или даже отдельное семейство Gobiatheriidae.
С вымиранием уинтатериевых их экологическая ниша была заполнена бронтотериевыми.

## Классификация
По данным сайта Paleobiology Database, на март 2018 года в семейство включают 11 вымерших родов:
- Роды incertae sedis
  - Род Ganatherium Tong, 1979
  - Род Houyanotherium Tong, 1979
  - Род Jiaoluotherium Tong, 1979
  - Род Mongolotherium Flerov, 1952
  - Род Phenaceras Tong, 1979
  - Род Pyrodon Zhai, 1978
- Подсемейство Gobiatheriinae Flerov, 1952
  - Род Gobiatherium Osborn & Granger, 1932 — Гобиатерии[4]
- Подсемейство Uintatheriinae Flower, 1876
  - Род Bathyopsis Cope, 1881
  - Род Eobasileus Cope, 1872 — Эобазилевсы
  - Род Tetheopsis Cope, 1885
  - Род Uintatherium Leidy, 1872 — Уинтатерии

Некоторые систематики включают в семейство роды Prodinoceras и Probathyopsis, но чаще их рассматривают в отдельном семействе продиноцератид (Prodinoceratidae), так как они не имеют рогов.